# Halina Ołomucka
Halina Ołomucka (z domu Olszewska) (hebr.הלינה אולומוצקי) (ur. 24 listopada 1921 w Warszawie, zm. 2007 w Aszkelonie, Izrael) – polska i izraelska malarka.

## Życiorys
Córka zasymilowanych Żydów Andrzeja i Hadassy (Małgorzaty) Olszewskich, jej ojciec był sprzedawcą gazet, zmarł, gdy Halina miała pięć lat. Uczyła się w szkole powszechnej z językiem jidysz, a następnie w gimnazjum, od dzieciństwa wykazywała duży talent plastyczny. 
Po wybuchu II wojny światowej znalazła się w getcie, przydzielono ją do batalionu pracy zatrudnionym poza murami getta, dzięki czemu mogła szmuglować żywność. W maju 1943 została razem z matką zapędzona na Umschlagplatz i przetransportowana do obozu w Majdanku, podczas pierwszej selekcji jej matkę skazano na śmierć. Po kolejnej selekcji Halinę uznano za zbyt słabą do pracy fizycznej i również dołączono do grupy przeznaczonej na śmierć. Korzystając z zamieszania, które odwróciło uwagę strażników, dołączyła do grupy kobiet niosących wiadra z wodą i w ten sposób przeżyła. Głodowe racje żywnościowe sprawiły, że nie miała siły chodzić, położyła się na pryczy i czekała na śmierć. Wtedy przyszła blokowa i zapytała, czy jest ktoś, kto potrafi rysować. Halina zgłosiła się i skierowano ją do malowania haseł propagandowych na ścianach baraków, za to dostała kawę i chleb, które ją wzmocniły. Następnie kazano jej malować na terenie obozu rysunki, które spodobały się administracji obozu, a ona dostała lepszą rację żywności. Część przyborów rysunkowych przemycała do baraku, gdzie rysowała swoje współwięźniarki, a rysunki ukrywała. 
Z Majdanka została przetransportowana do Auschwitz, gdzie otrzymała numer 48652. Początkowo wcielono ją do brygady krawieckiej, ale wkrótce zatrudniono ją w fabryce, a także do malowania rysunków dla Niemców. Zadowoleni z jej prac nagradzali ją chlebem i serem, dzięki czemu była w pełni sił. Z przemyconych materiałów tworzyła portrety współwięźniów i ich bliskich, wierzyli oni, że Halina przetrwa dzięki swojemu talentowi i dzięki niej pamięć o nich przetrwa. Po latach przyznała, że ich twarze utkwiły jej w pamięci tak silnie, że narysowałaby ich wizerunki w każdej chwili. 18 stycznia 1945 wyruszyła z Auschwitz w marszu śmierci do obozu w Ravensbrück, a stamtąd do Neustadt-Glewe, gdzie doczekała wyzwolenia. 
Po zakończeniu wojny powróciła do Warszawy. Dostała informację, że jej brat i krewni również zginęli. Wyjechała wówczas do Łodzi, gdzie poślubiła studenta architektury Bolesława Ołomuckiego, rok później urodziła córkę Mirosławę (Miriam). Halina skończyła studia w pracowni Władysława Strzemińskiego na Akademii Sztuk Pięknych i pracowała jako nauczycielka. W 1957 emigrowała do Paryża, a stamtąd w 1972 do Izraela, gdzie zamieszkała w Holonie, a następnie w Aszkelonie.

## Twórczość
Poza twórczością obozową przez całe późniejsze życie malowała, jej twórczość jest poświęcona Holokaustowi. Jak wielokrotnie powtarzała, czuła się zobowiązana utrwalić pamięć o ofiarach obozów koncentracyjnych oraz ostrzegać świat przez okrucieństwem wojny. Jej prace znajdują się w Holocaust Memorial Museum w Waszyngtonie, w Instytucie Pamięci Yad Vashem w Jerozolimie, Les Invalides w Paryżu, Deutsches Holocaust Museum w Berlinie oraz w Muzeum Auschwitz-Birkenau w Oświęcimiu. 